# RITS
RITS (від англ. RNA-induced transcriptional silencing — сайленсинг транскрипції, індукований РНК) — форма РНК-інтерференції, при якій короткі молекули РНК, такі як малі інтерферуючі РНК (ѕіРНК), пригнічують транскрипцію гену-мішені. Це часто супроводжується посттрансляційними модифікаціями хвостів гістонів, а саме метилюванням лізину 9 гістону H3 (H3K9me), яке призводить до утворення гетерохроматину в локусі-мішені. Таким чином, RITS бере участь в утворенні гетерохроматину de novo. Білковий комплекс, який зв'язується з ѕіРНК і взаємодіє з метильованим залишком лізину 9 гістону Н3, називається комплексом RITS.
RITS був відкритий у подільних дріжджів Schizosaccharomyces pombe, і було показано, що він бере участь в ініціації утворення гетерохроматину та його підтримці в локусі типу спарювання і в утворенні центромери. До складу комплексу RITS S. pombe входять три білки: білок групи аргонавт, що містить piwi-домен і схожий на РНКазу Н, білок CHP1, що містить хромодомен, а також білок Tas3, що взаємодіє з білками аргонавт і з Chp1. Для утворення гетерохроматину необхідні принаймні білок аргонавт і РНК-залежна РНК-полімераза. Втрата генів, що кодують ці білки, у S. pombe, призводить до порушень у структурі гетерохроматину та функціонуванні центромер, оскільки комплекс RITS містить ѕіРНК, зчитану з центромерних повторів. Аномальне функціювання центромер, у свою чергу, призводить до порушення сегрегації хромосом у мітозі, а саме — до появи «відсталих» хромосом на стадії анафази.

## Функції та механізм
Первинне зв'язування RITS з локусом-мішенню здійснюється за рахунок ѕіРНК, яка входить до складу комплексу. Далі RITS залучає білок Clr-C, який метилює залишок лізину 9 гістону H3, і RITS зв'язується з H3K9me за допомогою білка Chp1, який входить до складу RITS і містить хромодомен. Показано, що підтримка структури гетерохроматину комплексами RITS являє собою самопідтримувану петлю зворотного зв'язку, при цьому комплекси RITS стабільно зв'язуються з H3K9me і запускають котранскрипційне руйнування будь-яких утворюваних мРНК, які потім використовуються РНК-залежною РНК-полімеразою для поповнення пулу комплементарних ѕіРНК, щоб утворити більше комплексів RITS. Прикріпившись до гетерохроматину, комплекс RITS також бере участь у залученні інших комплексів РНК-інтерференції та білків, які модифікують гістони, до певних локусів. Утворення, але, ймовірно, не підтримка гетерохроматину залежить від білку РНКази під назвою дайсер, який бере участь в утворенні комплементарних ѕіРНК.

## Важливість для інших організмів
Застосовність спостережень за локусами типу спарювання і центромерами подільних дріжджів до ссавців поки невідома, і деякі дослідження показують, що підтримка гетерохроматину ссавців не залежить від РНК-інтерференції. Однак відомо, що у рослин і тварин є аналогічні механізми утворення гетерохроматину, які направляються малими РНК, тому можливо, що описаний вище механізм утворення гетерохроматину у S. pombe консервативний і застосовуваний до ссавців. У вищих еукаріотів опосередкований ѕіРНК гетерохроматиновий сайленсинг відіграє більшу роль у клітинах зародкової лінії, ніж у первинних клітинах і лініях клітин, і є одним з багатьох механізмів сайленсингу генів, тому його складно вивчати.
Роль РНК-інтерференції в транскрипційному сайленсингу в рослин досить докладно вивчена. Вона опосередкована метилюванням ДНК шляхом РНК-залежного метилювання ДНК. У цьому процесі, відмінному від описаного вище, пов'язані з білками аргонавт ѕіРНК розпізнають РНК-транскрипти, що синтезуються, або ДНК-мішень, і направляють її метилювання, запускаючи сайленсинг.